# Meta Runner
Meta Runner là một loạt phim YouTube do Glitch Productions sản xuất và Kevin và Luke Lerdwichagul tạo ra. Phim kể về một nhóm thanh thiếu niên sống trong một thế giới hư cấu nơi trò chơi phổ biến nhất là Meta Runner, trong đó người chơi điều khiển hình đại diện trong môi trường trực tuyến tương tự như môi trường "metaverse" ý tưởng. Nó khám phá các chủ đề về tiến bộ công nghệ, thực tế ảo và mối quan hệ giữa con người với nhau, Phim này được phát sóng vào năm 2019
"Meta Runners" ban đầu được hình dung là một chương trình về những người chạy qua một thế giới thực tế ảo, nhưng Kevin và Luke đã sớm quyết định biến nó thành một "phim kinh dị công nghệ" có tính năng hack và âm mưu. Mặc dù ý tưởng này đã phát triển trong suốt quá trình sản xuất bộ truyện nhưng các chủ đề cốt lõi vẫn được giữ nguyên.

## Cốt truyện
Meta Runner là một loạt phim hoạt hình trên YouTube kể về một nhóm game thủ tuổi teen sống trong một thế giới nơi trò chơi phổ biến nhất là Meta Runner, trong đó người chơi điều khiển hình đại diện trong một thế giới thực tế ảo. Nó khám phá các chủ đề về tiến bộ công nghệ, thực tế ảo và mối quan hệ giữa con người với nhau. Bộ phim đã được khen ngợi vì tiền đề và câu chuyện độc đáo, các nhân vật được phát triển tốt và cốt truyện hấp dẫn.

## Nhân vật
Các nhân vật chính của "Meta Runner" là Tari, Belle và Theo.
- Tari (Celeste Notley-Smith) là một game thủ nhút nhát, sống nội tâm, không giỏi tương tác với mọi người ở thế giới thực nhưng lại là một cao thủ tài năng của tựa game Meta Runner.

- Belle (Jessica Fallico) là chị gái của Tari, một nhà lãnh đạo tự tin, hướng ngoại và luôn quan tâm đến lợi ích tốt nhất của em gái mình.

- Theo (Robyn Barry-Cotter) là một chàng trai bí ẩn và trầm tính, có kỹ năng hack và công nghệ, nhưng lại hơi bị ruồng bỏ.

Ngoài ba nhân vật chính, truyện còn có một số nhân vật phụ bao gồm:
- Lucks (David J. G. Doyle) : người đứng đầu giàu có và quyền lực của một công ty công nghệ, đồng thời là nhân vật phản diện chính của bộ truyện.

- Lucinia( Amber Lee Connors): người tạo ra Meta Runner và là mẹ của Tari và Belle

- Masa (Brendan Barry-Cotter): một hacker trẻ và tội phạm được giao nhiệm vụ hack trò chơi và đánh cắp mã nguồn của nó.

## Đánh giá
Meta Runner là bộ truyện được đón nhận nồng nhiệt với điểm đánh giá 8,3/10 trên IMDB. Nó đã nhận được nhiều lời khen ngợi vì tiền đề và câu chuyện độc đáo, cũng như các nhân vật được phát triển tốt và cốt truyện hấp dẫn. Nhiều người hâm mộ đã khen ngợi bộ truyện này. sự pha trộn giữa hành động, kịch tính và công nghệ, đồng thời khám phá các chủ đề về lòng trung thành, tình bạn và sự kiên trì. Chất lượng của hoạt hình và nhạc nền cũng được khen ngợi, nhiều người gọi đây là bộ phim phải xem đối với những người hâm mộ thể loại phiêu lưu hoạt hình và phim kinh dị khoa học viễn tưởng.